# Jan Larisch-Mönnich III

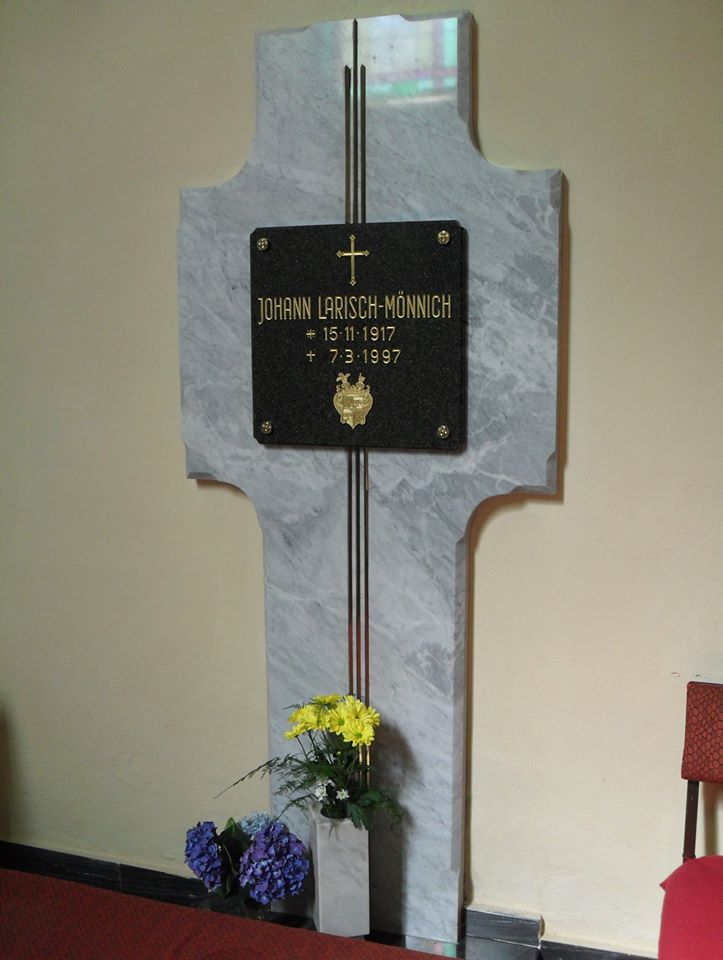
Náhrobek Jana III. Larische - Mönnicha v Jižní kapli Fryštátského hradu v Karviné

Jan III. Larisch-Mönnich (15. listopad 1917 – 7. březen 1997) byl synem Jana Larische-Mönnicha II.

## Život

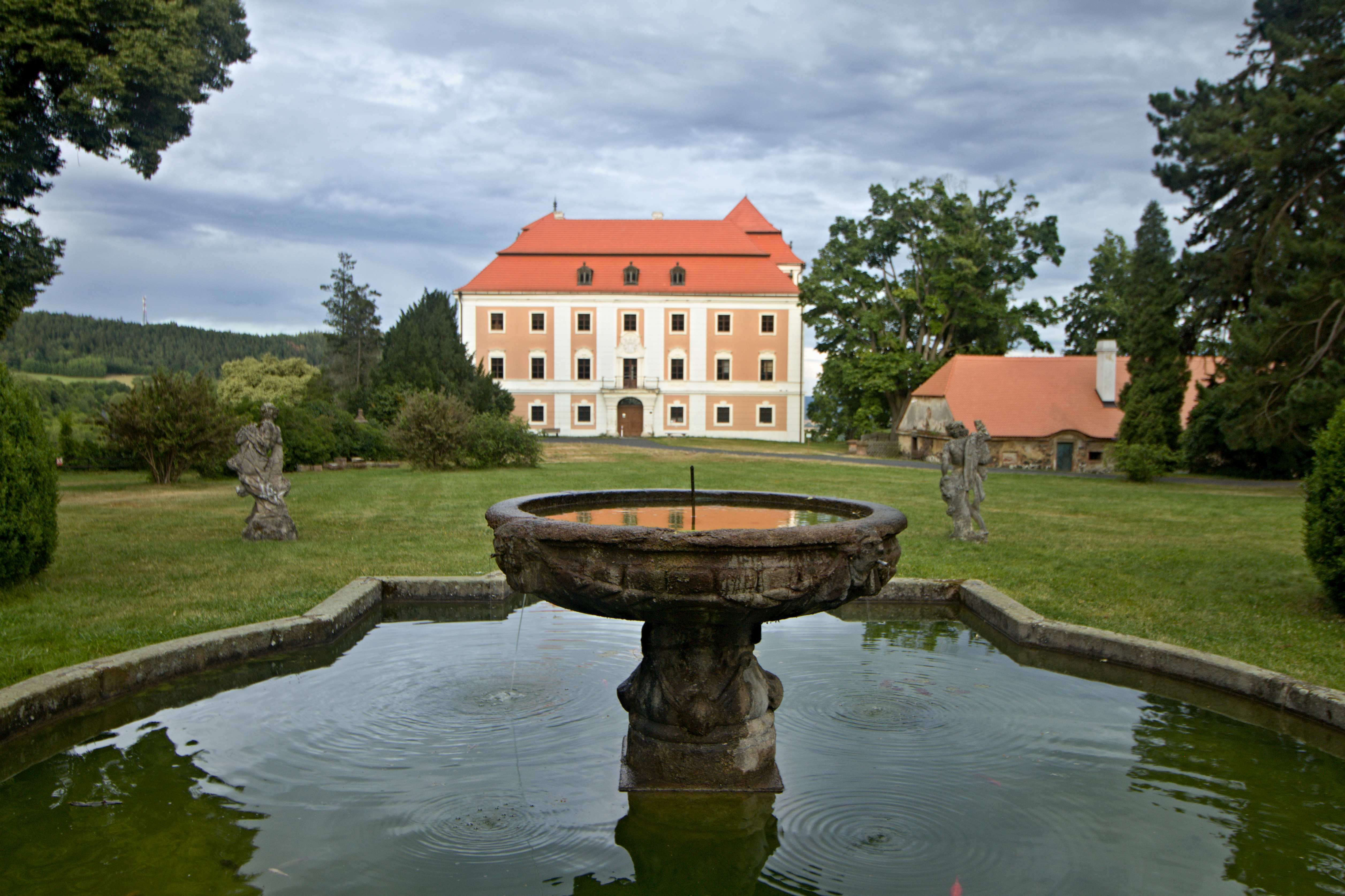
Zámek Valeč, zkonfiskovaný v roce 1945

Absolvoval reálné gymnázium v Bohumíně.
Ve 22 letech jej otec pověřil správou majetku a jeho hlavním úkolem bylo zabránit konfiskaci rodového majetku nacistickým Německem. To se zčásti podařilo – na majetek byla uvalena nucená správa.
Před koncem druhé světové války se Jan Larisch-Mönnich s manželkou vydali na cestu do Vídně. Po cestě došlo k nehodě, při které jeho manželka zemřela.
Po roce 1945 byl majetek rodu konfiskován. Lidovým soudem v Moravské Ostravě byl v nepřítomnosti odsouzen za kolaboraci na pět let do vězení, propadnutí majetku a ztrátě občanství. Poté prošel různými povoláními, v Římě pracoval jako realitní makléř.
Po smrti byly na vlastní přání jeho ostatky uloženy na třech místech. Jedna třetina ostatků je uložena v Jižní kapli Fryštátského hradu, hlavní rezidenci rodu Larisch-Mönnichů.